# Czesława Betlejewska
Czesława Betlejewska (ur. 17 kwietnia 1943 w Przygodzicach k. Poznania) – polski zabytkoznawca, wojewódzki konserwator zabytków w Gdańsku.

## Życiorys
W 1966 ukończyła studia z zabytkoznawstwa i konserwatorstwa na Uniwersytecie Mikołaja Kopernika w Toruniu. Rok później została zatrudniona w urzędzie wojewódzkiego konserwatora zabytków w Gdańsku. W latach 1975–1979 pełniła funkcję wojewódzkiego konserwatora zabytków. Piastując swoje stanowisko, zainicjowała i objęła nadzór nad konserwacją między innymi ołtarzy bocznych z kościoła św. Mikołaja w Gdańsku, ambony z kościoła św. Trójcy, wnętrza kościołów w Lęborku i Skarszewach. Podjęła się konserwacji cyklu obrazów z krużganków katedry w Pelplinie oraz ław i boazerii z Dworu Artusa. Zainicjowała koncepcję rewaloryzacji miast Hel i Gniew, a także badania architektoniczne i termowizyjne kamienic przyrynkowych w Gniewie. Jej koncepcję wykorzystano między innymi w opracowaniu adaptacji Spichlerza Oliwskiego na potrzeby Muzeum Etnograficznego (Muzeum Narodowe). W 1977 działaczka zorganizowała pierwszą wystawę „Zabytki na sprzedaż”, której celem było ułatwienie ich odbudowy i rewitalizacji.
W 1979 objęła stanowisko kierownika Pracowni Dokumentacji Naukowo-Historycznej w gdańskim oddziale Przedsiębiorstwa Państwowego Pracownie Konserwacji Zabytków. Od 1992 była kustoszem pracowni mebli w gdańskim Muzeum Narodowym. W latach 2004–2008 pełniła funkcję wicedyrektora tego muzeum. W 2008 przeszła na emeryturę.
Jest autorką dokumentacji „Gdańskie wnętrza mieszczańskie”. Do jej dorobku należy także między innymi opracowanie dokumentacji historyczno-urbanistycznej miast: Bytów, Orneta, Tolkmicko, Braniewo, Susz, Frombork, Krynica Morska, dokumentacji ruralistycznej dla wsi powiatów słupskiego i człuchowskiego. W 1995 we współpracy z grupą gdańskich naukowców prowadziła badania nad budownictwem wsi Swołowo. W 2006 opracowała scenariusz i utworzyła katalog wystawy „Klejnot w koronie Rzeczypospolitej” z okazji rocznicy II pokoju toruńskiego (1466), przedstawiającej rzemiosło artystyczne Gdańska na tle Prus Królewskich.
Pełniła funkcję prezesa rady Fundacji im. dr Katarzyny Cieślak, wspierającej młodych pracowników nauki w badaniach nad sztuką i kulturą Pomorza i Warmii.
Jej synem jest artysta Rafał Betlejewski (ur. 1969).

## Publikacje
- „Klejnoty sztuki znad Renu. Malarstwo starokolońskie ze zbiorów Wallraf-Richartz-Museum w Kolonii” (1994, współautorka)[11]
- „Meble gdańskie od XVI do XIX wieku” (2001)[12]
- „Meble elbląskie XVII i XVIII wieku” (2004)[13]
- „Klejnot w koronie Rzeczypospolitej. Sztuka zdobnicza Prus Królewskich” (2006, pod red.)[14]